# Acoustic (TV5 Monde)
Pour les articles homonymes, voir Acoustic.
Acoustic est une émission de télévision musicale produite et diffusée par TV5 Monde. Elle est actuellement présentée par Sébastien Folin. Lors des quatre premières saisons, elle est présentée par Amobé Mévégué. Créée en 2002, Acoustic reçoit de nombreux artistes français comme Tété, Zazie, Matthieu Chedid ou Anggun, mais également internationaux comme David Bowie, Salif Keita, Nadéah ou encore Agnes Obel.

## Principe de l'émission
Cette émission a pour concept de montrer différentes formes de musique à l'ensemble des pays où est diffusée la chaîne TV5 Monde. Il s'agit de montrer la diversité musicale qu'il existe dans le monde. Ainsi, l'émission a à cœur de recevoir des artistes d'horizons - tant musicaux que culturels - variés.
Contrairement à ce que le titre peut faire penser, les prestations des artistes dans l'émission Acoustic ne sont pas nécessairement en acoustique.
Depuis quelques années, l'émission est tournée dans l'illustre Studio Guillaume Tell qui offre un son d'une qualité rare pour les prestations des artistes.
La 700e émission a eu lieu en 2019.

## Diffusion
L'émission est diffusée le samedi après-midi ou soir (heure locale) sur tous les réseaux de TV5 Monde, sauf le réseau Amérique latine (dimanche 3 heures du matin, heure locale). Sur la plupart des réseaux, l'émission est rediffusée une fois. Les dernières émissions peuvent aussi être revues en replay sur le site de TV5 Monde, sur la page Facebook de l'émission et sur sa chaîne Youtube.

## Les Talents Acoustic
De 2009 à 2011, l'émission propose un concours de musique nommé "Les Talents Acoustic". Il s'agit de découvrir de nouveaux talents francophones. Les candidats déposent leur vidéo sur le site de TV5 Monde. Puis, un jury de professionnels se réunit pour choisir les 5 lauréats qui gagnent un passage dans l'émission animée par Sébastien Folin et une grande visibilité dans le monde.
Ce concours a permis de découvrir Melissmell, Cyril Paulus, Kazako ou encore le duo Brigitte. À l'issue de la diffusion de l'émission, les spectateurs sont invités à voter sur internet pour leur Talent Acoustic préféré.
Chaque année, le concours est parrainé par un artiste reconnu. Ainsi, lors de la deuxième saison, c'est la chanteuse Sofia Essaidi qui a parrainé les 5 Talents. En 2011, la marraine de la 3e saison était la chanteuse belge Axelle Red.

## Fiche technique
- Réalisation : Philippe Sommet
- Présentation : Sébastien Folin
- Lieu de tournage : Studio Guillaume Tell

## Artistes invités